# Lex Irnitana
De lex Irnitana (Latijn: "wet van Irni") is een verzameling van zes bronzen tabletten die in 1981 door amateurarcheologen werd gevonden in de buurt van El Saucejo bij Sevilla. Samen met de lex Malacitana en de lex Salpensa vormen ze twee derde van de tekst van de lex Flavia municipalis van het Municipium Flavium Irnitanum. Naast een groot aantal wetsartikelen bevat de inscriptie een later toegevoegd addendum en een brief van Domitianus. Omdat deze tabletten de enig bekende versie van het grootste gedeelte van deze wetsteksten leveren, hebben ze tot vele nieuwe inzichten geleid omtrent het functioneren van de municipia in het Romeinse Rijk.

## Beschrijving
De bewaard gebleven tabletten meten 57,5 bij 91,5 cm en zijn aan de boven- en onderkant voorzien van een drietal gaten waarmee ze, zoals expliciet wordt voorgeschreven in art. 95, op ooghoogte aan de façade van een officieel gebouw konden worden bevestigd. De tekst wordt begrensd door een eenvoudig kader en bestaat uit drie kolommen per tablet. Omdat op tablet X een sanctio, een wettelijke bekrachtiging, is te vinden, kan met zekerheid worden gesteld dat dit de laatste tablet van de wet was en dat de originele inscriptie uit tien tabletten bestond. Oorspronkelijk zou de tekst ongeveer negen meter hebben ingenomen en zag eruit als een uitgerold volumen, een schriftrol. De corpsgrootte varieert tussen vier en zes millimeter. 10 tot 14 punt Didot. Het addendum is geschreven in een iets kleinere lettergrootte en de brief in een groter.

## De brief, datering
De brief van Domitianus op Tablet X is het opvallendste deel van de inscriptie en het is een van de weinige teksten die aan hem persoonlijk toegeschreven kunnen worden. Het is niet bekend of de brief compleet is of dat slechts sprake is van een uittreksel, aangezien de brief wel met een afscheidsformule, een valedictio, wordt afgesloten, maar de gebruikelijke aanhef ontbreekt.
Litterae datae IIII idus Apriles Circeis recitatae V idus Domitianas— Tablet X', datering van de keizerlijke brief
Uit de (opvallende) datering van de brief blijkt niet alleen dat Domitianus een maand naar zichzelf vernoemd heeft, maar ook de vroegst mogelijke datum waarop de insciptie kan zijn ontstaan. Zoals in eerste-eeuws Rome gebruikelijk wordt het jaar aangegeven door de regerende consuls te noemen, in dit geval Trajanus en Domitianus zelf. De brief werd dus geschreven op 10 april en voorgelezen op 11 oktober van het jaar 91. Dit komt waarschijnlijk overeen met de datering van de tabletten zelf die niet lang erna moeten zijn ontstaan.
Domitianus zegt in zijn brief de inwoners van Irni de wacht aan omtrent het huwelijk dat nu wettelijk geregeld is en stelt dat niet op verdere clementie gerekend hoeft te worden. Zijn geduld is op.

### Tekst
De datering van de tekst is complexer; deze is naar alle waarschijnlijkheid tussen 73/74 en bovenstaande datum ontstaan, waarbij gebruik is gemaakt van oudere wetsteksten uit Augustijnse en Republikeinse tijd, zoals de Lex Julia municipales uit 45 v. Chr.

## Historische context

### lex Flavia municipalis
De overeenkomsten met vergelijkbare vondsten zoals de lex Salpensa en de lex Malacitana (Málaga) laten vermoeden dat het om een standaardtekst ging die op details aan de lokale situatie werd aangepast en in min of meer dezelfde vorm algemeen was, op zijn minst in Baetica.
Sinds de ontdekking van de lex Irnitana zijn meer fragmenten gevonden die fragmenten van dezelfde tekst bevatten, niet alleen in Baetica, maar ook in Hispania Tarraconensis wat erop duidt dat dezelfde tekst, met kleine variaties, in het gehele Iberisch schiereiland in gebruik was.

### De romanisering van Hispania
In 73 of 74 kregen de provincies op het Iberisch schiereiland, waaronder Baetica onder Vespasianus het jus latii, waarmee de inwoners een status tussen die van vreemdeling (peregrinus) en Romeins burger (cives) kregen. Dit als beloning voor de steun die Vespasianus kreeg tijdens het Vierkeizerjaar. De aanzet hiertoe werd gegeven door Galba die met eigen middelen een Legioen rekruteerde, legio VII Galbiana, het latere legio VII Gemina en met Vindex tegen Nero in opstand kwam.
Het stichten van municipia zoals Irni ofwel Municipium Flavium Irnitanum paste in het beleid van romanisering in Hispania onder de Flavische dynastie. De romanisering werd verder bevorderd doordat de wet magistraten, met hun familie, het Romeinse burgerschap verleende, zodat de lokale elites vloeiend in de politiek van de res publica geïntegreerd werden.
De wet maakt tevens scherp onderscheid tussen municipes en incolae, burgers en ingezetenen, waarbij de eersten onder de jus latii vrijwel dezelfde rechten krijgen als Romeinse burgers, terwijl de laatsten vooral opvallen door hun afwezigheid in sommige artikelen en kennelijk voor zaken als manumissio en het benoemen van voogden aan hun eigen gewoonten konden vasthouden.

### Edicten en decreten, de keizer en het municipium
De wet regelt niet alleen de gang van zaken in juridische kwesties en de verantwoordelijkheden en bevoegdheden van de verschillende magistraten, maar ook de relatie tussen het municipium en de princeps als vertegenwoordiger van de staat. Aediles, quaestors en praefecten die door de keizer werden aangesteld, hebben dezelfde rechten als door de municipes gekozen magistraten.
Niet alleen dat, maar de Keizer kan zelf als solus duumvir optreden, dat wil zeggen zonder collega, of een praefectus aanstellen om het ambt voor hem waar te nemen die dezelfde bestuurlijke en juridische rechten heeft als een door het municipium benoemd magistraat.
In de tekst worden naast het plebiscitum en het senatus consultum ook de oordelen, edicten en decreten van verschillende vergoddelijkte keizers als rechtsbron genoemd. De tekst is echter selectief, waarbij de omissies, zoals Caligula en Nero, maar ook Aulus Vitellius en Otho minstens zo veelzeggend zijn als de genoemden, onder wie Galba.

## Wetsartikelen
De wetsartikelen zijn niet genummerd, maar elk voorzien van een korte samenvatting. Uit correlatie met soortgelijke vondsten, waarop de artikelen wel zijn genummerd kan echter een groot gedeelte van de oorspronkelijke nummering worden gereconstrueerd. Hieruit blijkt dat de wet oorspronkelijk uit 96 artikelen bestond, waaraan later een addendum is toegevoegd.

## Nederlandse vertaling
- J.E. Spruit en R. Forrez, "De Lex municipii Flavii Irnitani. Proeve van een vertaling in het Nederlands" in: Belgisch Tijdschrift voor Filologie en Geschiedenis, 2021, nr. 1, p. 5-88